# Lluís del Milà
Lluís del Milà (c.1500-c.1561), també conegut com a Lluís Milà, Luys Milán, Luys de Milán i Luis de Milán, va ser un escriptor, compositor i músic de la Cort de València. La seua importància històrica rau a ser el precursor de la música per a viola de mà i el primer compositor que va introduir instruccions verbals per marcar el tempo a les partitures.

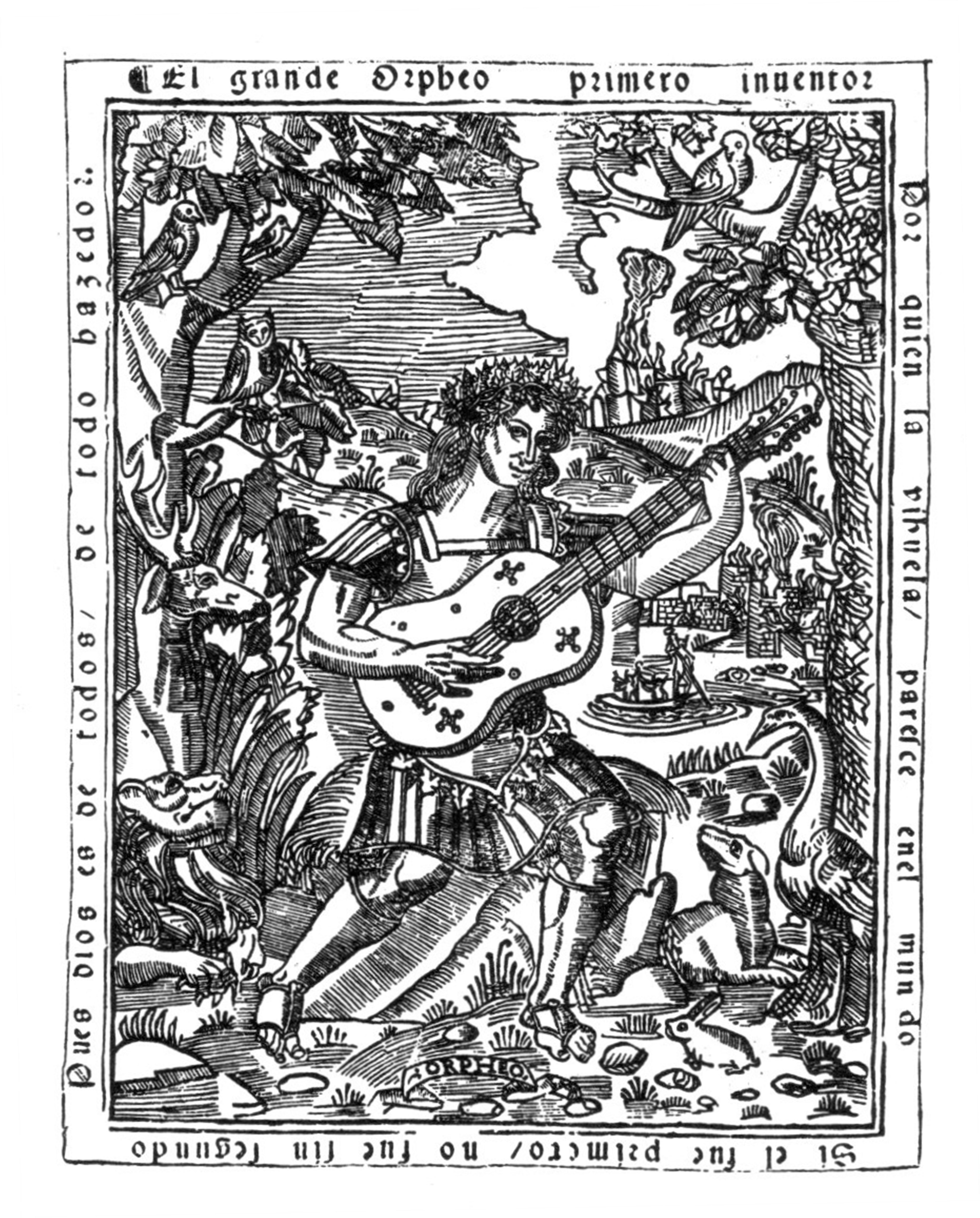
Orfeu tocant una viola de mà (il·lustració de "El Maestro").

La seua obra cabdal és el Libro de música de vihuela de mano intitulado El maestro (València, 1536), el primer recull de música instrumental publicat a la península Ibèrica. També va publicar el Libro de motes de damas y cavalleros, intitulado El juego de mandar (València, 1535) i el Libro intitulado El Cortesano (València, 1561), que versaven sobre temàtica extramusical.
La seua biografia és poc coneguda. Fill d'una família aristocràtica valenciana, sembla que va nàixer a Xàtiva i va passar la major part de sa vida professional al servei del Virrei de València Ferran d'Aragó, Duc de Calàbria, i de Germana de Foix, grans mecenes i protectors de les arts. Probablement va fer llargues estades a Portugal i Itàlia. A la mort dels seus protectors, el Duc de Calàbria i el rei Joan III de Portugal, va caure en l'oblit.
El Maestro va ser concebut com un manual per a la interpretació de la viola de mà, amb una part didàctica acompanyada d'un conjunt de tabulatures per a viola de mà i per a peces vocals. La compilació conté formes exclusivament instrumentals: les fantasies, tientos i pavanes, i peces per a veu i viola de mà: villancets (en castellà i portugués), romanços (en castellà) i sonets del Petrarca (en italià). Tècnicament es caracteritza per la combinació d'homofonia i polifonia, l'alternança de passatges lents i ràpids i un interés especial per explorar les possibilitats de l'instrument, sobretot en el terreny de la improvisació. Aquestes peculiaritats, a més de la seua gran qualitat, han atret l'atenció dels intèrprets i musicòlegs contemporanis.
El cortesano és una obra humorística bilingüe en valencià i castellà que recrea de manera fictícia l'ambient de la cort de Germana de Foix i del seu marit Ferran d'Aragó. L'obra reflectix la castellanització de la cort. En ella els criats parlen valencià i els cortesans castellà. Milà s'inspira en El cortesà de Baltasar de Castiglione.
L'actual conservatori municipal de Xàtiva s'anomena Lluís de Milà.